# Hefnerlys
Hefnerlys, Hefner-Alteneckenhet eller normallys, forkortet HK (tysk Hefnerkerze), måleenhed for lysstyrke. 
Den første praktiske lysenhed. Introduceret af den tyske elektrotekniker Friedrich von Hefner-Alteneck i 1883 i forbindelse med hans konstruktion hefnerlampen. En lysenhed i hefnerlys defineres som den horisontale lysstyrke hos lyset i en hefnerlampe. Normallampens konstruktion består af en brændende væge (med diameter 8 mm), som justeres således, at dens flamme (uden lampeglas) har højden 40 mm. Lysstyrken hos denne flamme måles i horisontal retning og udgør lysenheden 1 hefnerlys.
I dag anvendes candela som standardiseret lysenhed. 1 HK svarer til cirka 0,903 candela.